# Michael Scott (scrittore)
Michael Scott (Dublino, 28 settembre 1959) è uno scrittore irlandese, autore di romanzi di fantascienza, horror, fantasy e romantici (sotto pseudonimo).
È noto soprattutto per la sua serie di libri fantasy per ragazzi I segreti di Nicholas Flamel, l'immortale.

## Biografia
Michael Scott iniziò a scrivere più di 25 anni fa ed è un grande studioso di mitologia e folklore irlandesi. Ha più di 100 titoli al suo attivo, che coprono una varietà di generi, tra cui fantasy, fantascienza e folklore. Scrive per adulti e ragazzi e i suoi romanzi sono pubblicati in più di venticinque paesi.

## Opere
(parziale)
- Solstizio d'inverno, 1999
- Irish Folk Tales & Fairy
- Miti e Leggende irlandesi
- Irish Ghosts & Hauntings
- Doctor Who: The Nameless City, 2013

I segreti di Nicholas Flamel
- I segreti di Nicholas Flamel, l'immortale - L'alchimista
- I segreti di Nicholas Flamel, l'immortale - Il mago
- I segreti di Nicholas Flamel, l'immortale - L'incantatrice
- I segreti di Nicholas Flamel, l'immortale - Il negromante
- I segreti di Nicholas Flamel, l'immortale - Il traditore
- I segreti di Nicholas Flamel, l'immortale - I gemelli.